# Elke Brauweiler

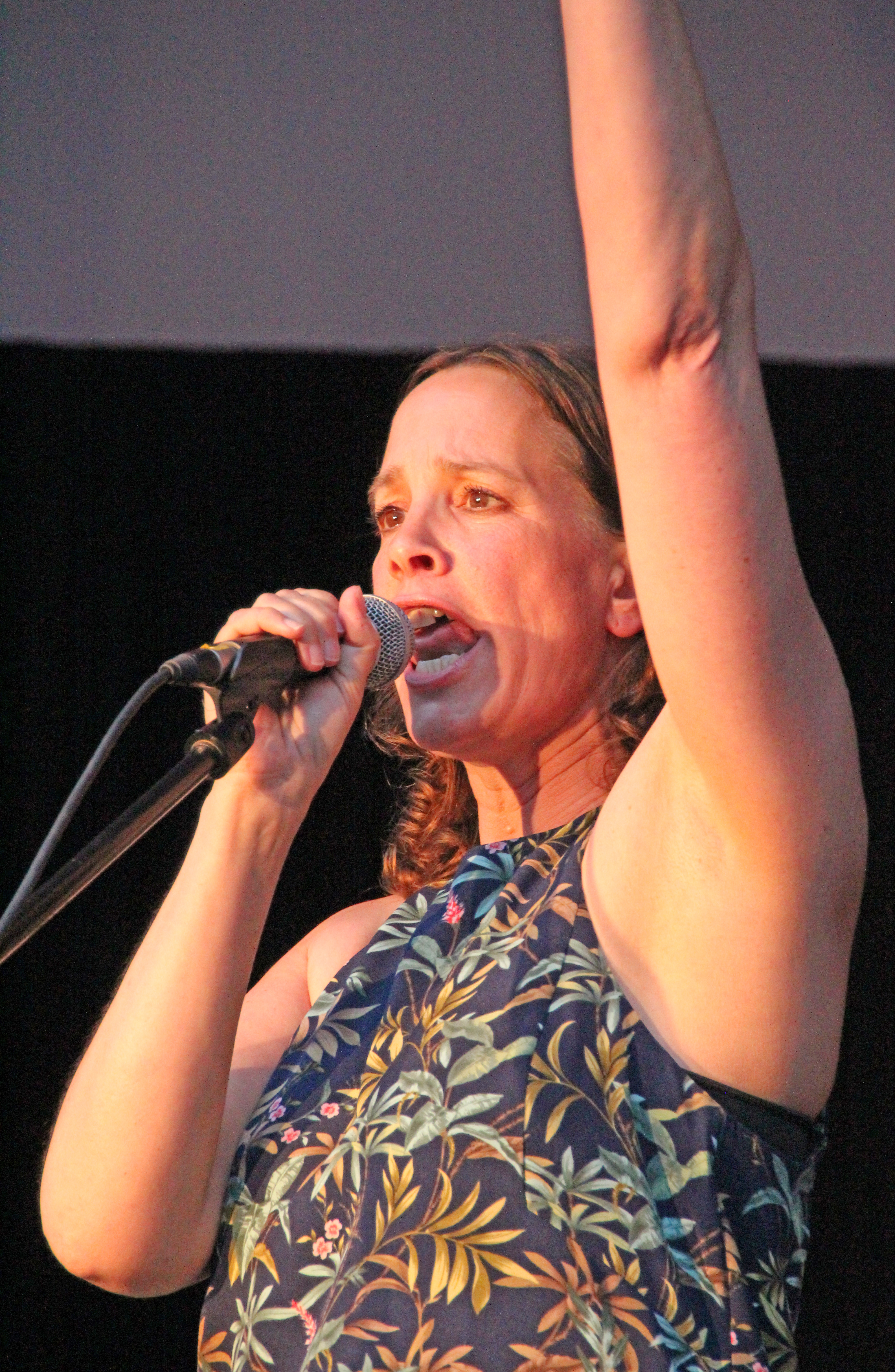
Elke Brauweiler (2016)

Elke Brauweiler (geb. in München) ist eine deutsche Sängerin. Sie ist Mitglied der Band Paula.

## Leben
Brauweiler spielt seit ihrem neunten Lebensjahr Geige und erlernte später u. a. Bratsche und Klavier. 1992 siedelte sie aus dem badischen Offenburg nach Berlin um und gründete 1997 mit Berend Intelmann Paula. Außerdem sang Brauweiler auf Global player, dem ersten Album von Commercial Breakup, welches u. a. durch das New-Order-Cover Bizarre Love Triangle bekannt wurde. Darüber hinaus nahm sie Duette mit Bosse (Novemberregen) und Bernd Begemann (Irgendwie klappt es mit uns) auf, beteiligte sich an einigen Stücken der Berliner Band Viktoriapark, wirkte an einer Vertonung der Gedichte von Else Lasker-Schüler mit und komponierte die Titelmusik der KI.KA-Sendung Au Schwarte!.
Elke Brauweiler veröffentlichte am 27. Oktober 2006 ihr Solodebüt Twist a Saint Tropez, das ausschließlich Coverversionen französischer Lieder (u. a. von Serge Gainsbourg und Mylène Farmer) enthält. Sie selbst bezeichnet ihre Musikrichtung als „elektronischer Chanson-Pop“. Für die Berliner Werbekampagne be Berlin nahm Brauweiler 2010 eine Neufassung des Hildegard-Knef-Klassikers Berlin, dein Gesicht hat Sommersprossen auf, mit der sie im Rahmen des Projektes u. a. auf dem Gendarmenmarkt live auftrat. Die später veröffentlichte CD-Single zum Lied enthält außerdem exklusiv eine Version des Knef-Chansons Eisblumen, die nicht als Download erhältlich ist.
Elke Brauweiler und Flemming Borby veröffentlichten im Juni 2012 zusammen als Montblanc die EP „April Come down“.

## Diskografie

### Singles
- Pourquoi tu vis?, Königskinder / SPV, 2006
- Laisse tomber les filles, Online-Single / Promo-Single, Königskinder / SPV, 2006
- Berlin, dein Gesicht hat Sommersprossen, D'Vision / 2010
- Je Danse (Rene Bourgeois & Elke Brauweiler, GRAAL EP), Acker Records / 2012

### Alben
- Twist à Saint Tropez, Königskinder / SPV, 27. Oktober 2006
- Freund, 2019

### Mit Paula
- Himmelfahrt, Album 2000
- Als es passierte, Single 2000
- Jimmy, Single 2000
- Liebe, Album 2001
- Von guten Eltern, Single 2001
- Liebster, Single 2001
- Warum Berlin, Album 2002
- Die Stadt, Single 2002
- Ich denke nicht oft an dich, Single 2002
- Ruhig Blut, Album 2005
- Es kommt immer alles anders, Single 2005
- Ich vermisse dich, Single 2006
- So wie jetzt, Album 2008
- Wann, Single 2008
- So wie jetzt, Single 2008
- Geradeaus, Single 2010
- Paula, Album 2014
- In Farbe sehen Single 2014

Außerdem
- Mitten in der Nacht, Rio Reiser: Familienalbum, 2003
- Ich bin den weiten Weg gegangen, Hildegard Knef – Ihre Lieder sind anders, Tapete 2005

### Mit Commercial Breakup
- Global Player, 2000, Singles: "Walking back home" 2000 und "Bizarre Love Triangle" 2001; auf Vinyl: "All I love is green" 1999 und "Nothing but a Lie (Parts I & II) / Comme toi" 1999

### Mit Montblanc
- "April come down", EP, 2012

### Weitere Projekte
- Katja Maria Werker, Contact myself  (Viola)
- "Novemberregen" (Duett mit Bosse)
- Else Lasker-Schüler: Ich träume so leise von dir (Titelsong)
- Au Schwarte! (Soundtrack zur Kinderserie, Gesang)
- T'es comme du sable (französische Version des Ralph Ruthe Songs Du bist wie Sand)
- Jörg Beckmann feat. Elke Brauweiler: Berlin bleibt nie Berlin
- Die Fraktion feat. Elke Brauweiler: Außenborder
- Pas de chichi entre nous (Duett mit Romain Lateltin)